# Mancomunitat Camp de Túria
La Mancomunitat Camp de Túria és una mancomunitat de municipis de la comarca del mateix nom. Aglomera 13 municipis i 84.899 habitants, en una extensió de 765,60 km². Actualment (2007) la mancomunitat és presidida per Manuel Izquierdo Igual, del Partit Popular i regidor de l'ajuntament de Llíria.
Les seues competències són:
- Aigües potables
- Cultura
- Escorxador
- Extinció d'incendis
- Sanitat
- Serveis socials
- Turisme

Els pobles que formen la mancomunitat són:
- Benaguasil
- Benissanó
- Bétera
- Casinos
- Gàtova
- l'Eliana
- Llíria
- Marines
- Olocau
- la Pobla de Vallbona
- Riba-roja de Túria
- Vilamarxant
- Xestalgar